# تصنيف متعدد

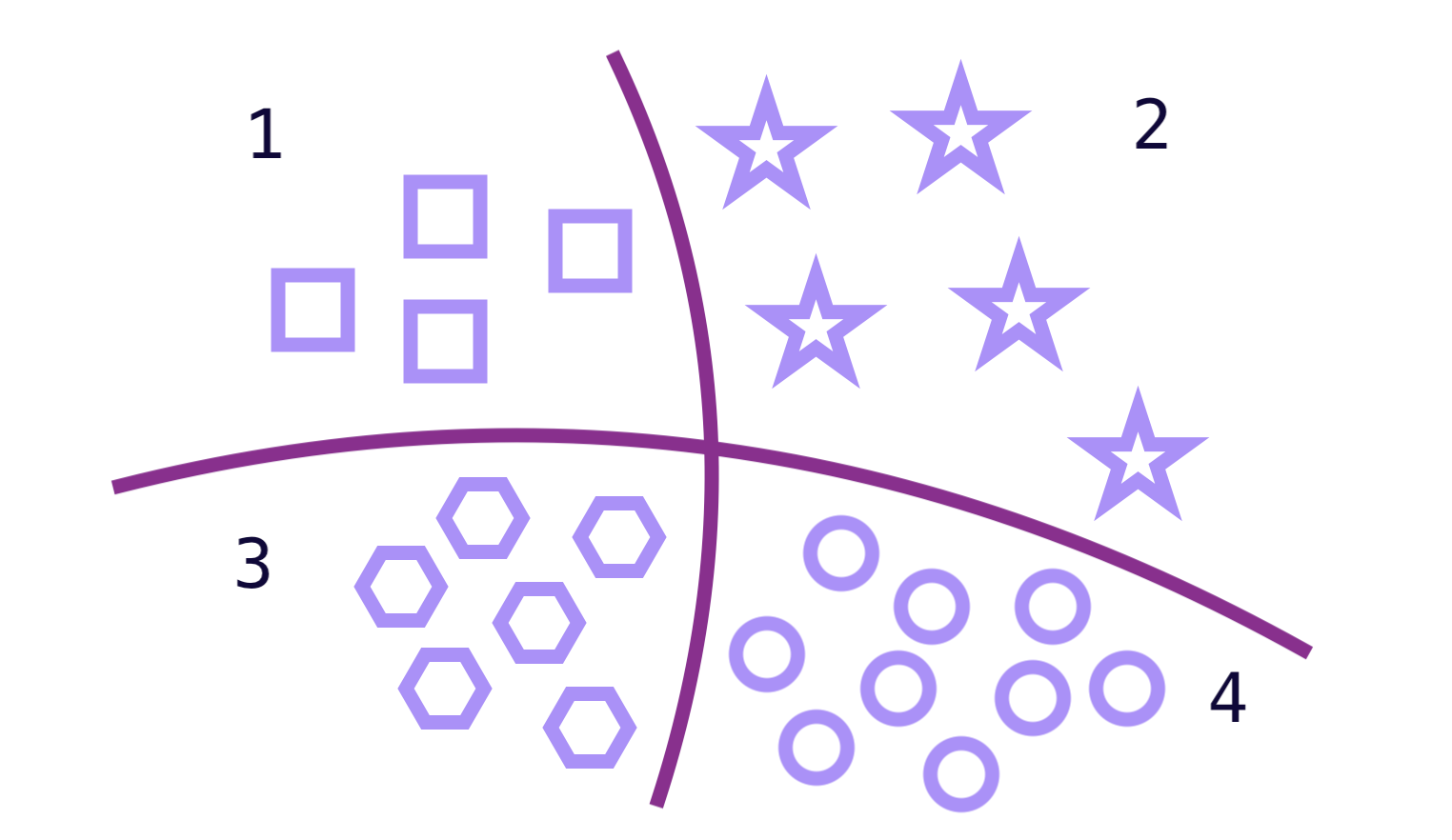
مثال للتصنيف المتعدد الفئات، حيث يتم تصنيف البيانات إلى أربع فئات بواسطة خطين يقسمان المستوى.

التصنيف المتعدد في تعلم الآلة والتصنيف الإحصائي هو مشكلة تصنيف المثيلات إلى واحدة من ثلاث فئات أو أكثر (يسمى تصنيف المثيلات إلى واحدة من فئتين بالتصنيف الثنائي). في حين أن العديد من خوارزميات التصنيف (لا سيما الانحدار اللوجستي متعدد الحدود ) تسمح بطبيعة الحال باستخدام أكثر من صنفين، فإن بعضها بطبيعته خوارزميات ثنائية ؛ ومع ذلك، يمكن تحويلها إلى مصنفات متعددة الحدود من خلال مجموعة متنوعة من الإستراتيجيات.